# Smicroplectrus incompletus
Smicroplectrus incompletus là một loài tò vò trong họ Ichneumonidae.